# Новоселівська сільська рада (Саратський район)
Новосе́лівська сільська́ ра́да — колишня адміністративно-територіальна одиниця та орган місцевого самоврядування в Саратському районі Одеської області. Адміністративний центр — село Новоселівка.

## Загальні відомості
Новоселівська сільська рада утворена в 1946 році.
- Територія ради: 81,58 км²
- Населення ради: 3 000 осіб (станом на 2001 рік)
- Територією ради протікає річка Когильник

## Населені пункти
Сільській раді підпорядковані населені пункти:
- с. Новоселівка

## Населення
Згідно з переписом УРСР 1989 року чисельність наявного населення села становила 2874 особи, з яких 1327 чоловіків та 1547 жінок.
За переписом населення України 2001 року в селі мешкало 2970 осіб.

### Мова
Розподіл населення за рідною мовою за даними перепису 2001 року:
| Мова       | Відсоток |
| ---------- | -------- |
| румунська  | 91,73 %  |
| російська  | 5,37 %   |
| українська | 2,07 %   |
| болгарська | 0,47 %   |
| гагаузька  | 0,07 %   |
| інші       | 0,29 %   |

## Склад ради
Рада складається з 20 депутатів та голови.
- Голова ради: Залевський Володимир Олександрович
- Секретар ради: Тетью Ганна Петрівна

### Керівний склад попередніх скликань
| Прізвище, ім'я, по батькові        | Основні відомості                                                                       | Дата обрання | Дата звільнення |
| ---------------------------------- | --------------------------------------------------------------------------------------- | ------------ | --------------- |
| Залевський Володимир Олександрович | Сільський голова, 1971 року народження, освіта вища, член Соціалістичної партії України | 26.03.2006   | 31.10.2010      |
| Залевський Володимир Олександрович | Сільський голова, 1971 року народження, освіта вища                                     | 31.10.2010   | 25.10.2020      |

Примітка: таблиця складена за даними сайту Верховної Ради України

### Депутати
За результатами місцевих виборів 2010 року депутатами ради стали:

#### За суб'єктами висування
| Суб'єкт висування                                       | Кількість обраних депутатів | %  |
| ------------------------------------------------------- | --------------------------- | -- |
| Соціалістична партія України                            | 14                          | 70 |
| Політична партія Всеукраїнське об'єднання «Батьківщина» | 3                           | 15 |
| Партія регіонів                                         | 2                           | 10 |
| Самовисування                                           | 1                           | 5  |

#### За округами
| № округу                                                | Прізвище, ім'я, по батькові   | Дата визнання обраним | Освіта             | Партійна приналежність                        | Відомості про обраного депутата                                |
| ------------------------------------------------------- | ----------------------------- | --------------------- | ------------------ | --------------------------------------------- | -------------------------------------------------------------- |
| Партія регіонів                                         |                               |                       |                    |                                               |                                                                |
| 10                                                      | Плачинта Юрій Миколайович     | 03.11.2010            | вища               | член Партії регіонів                          | будинок культури, керівник ансамблю                            |
| 13                                                      | Сирбу Юрій Федорович          | 03.11.2010            | вища               | член Партії регіонів                          | будинок дитячої творчості, вчитель                             |
| Політична партія Всеукраїнське об'єднання «Батьківщина» |                               |                       |                    |                                               |                                                                |
| 4                                                       | Бурлак Василь Георгійович     | 03.11.2010            | середня спеціальна | член Всеукраїнського об'єднання «Батьківщина» | СГВК «Победа», агроном                                         |
| 7                                                       | Чеботар Андрій Іванович       | 03.11.2010            | вища               | член Всеукраїнського об'єднання «Батьківщина» | ОАО «Нива», агроном                                            |
| 14                                                      | Бузган Сергій Петрович        | 03.11.2010            | середня спеціальна | член Всеукраїнського об'єднання «Батьківщина» | СГВК «Победа», обліковець                                      |
| Соціалістична партія України                            |                               |                       |                    |                                               |                                                                |
| 1                                                       | Ревенко Ілля Костянтинович    | 03.11.2010            | середня            | позапартійний                                 | СГВК «Победа», водій                                           |
| 3                                                       | Флоря Інна Василівна          | 03.11.2010            | середня спеціальна | позапартійна                                  | Сарата ЦРБ, медична сестра                                     |
| 5                                                       | Могорян Алла Петрівна         | 03.11.2010            | середня спеціальна | член Соціалістичної партії України            | Новоселівський фельдшерсько-акушерський пункт, медична сестра  |
| 6                                                       | Пелін Тетяна Олександрівна    | 03.11.2010            | вища               | позапартійна                                  | Новоселівська загальноосвітня школа-ліцей, заступник директора |
| 8                                                       | Чабан Галина Олексіївна       | 03.11.2010            | вища               | член Соціалістичної партії України            | СГВК «Победа», бухгалтер                                       |
| 9                                                       | Могорян Євген Федорович       | 03.11.2010            | середня            | позапартійний                                 | тимчасово не працює                                            |
| 11                                                      | Профір Людмила Павлівна       | 03.11.2010            | середня спеціальна | позапартійна                                  | СГВК «Победа», будівельник                                     |
| 12                                                      | Пелін Людмила Георгіївна      | 03.11.2010            | середня спеціальна | позапартійна                                  | дитячий дошкільний заклад, вихователь                          |
| 15                                                      | Ришниця Валентина Анатоліївна | 03.11.2010            | середня спеціальна | позапартійна                                  | Новоселівський фельдшерсько-акушерський пункт, акушерка        |
| 16                                                      | Могорян Олена Іллівна         | 03.11.2010            | вища               | член Соціалістичної партії України            | дитячий дошкільний заклад, методист                            |
| 17                                                      | Тетью Ганна Петрівна          | 03.11.2010            | вища               | член Соціалістичної партії України            | сільська рада, секретар                                        |
| 18                                                      | Кодрян Жанна Михайлівна       | 03.11.2010            | вища               | член Соціалістичної партії України            | сільгосуправління, спеціаліст                                  |
| 19                                                      | Крецу Олена Анатоліївна       | 03.11.2010            | вища               | член Соціалістичної партії України            | Новоселівська загальноосвітня школа-ліцей, вчитель             |
| 20                                                      | Боіштян Лариса Георгіївна     | 03.11.2010            | середня спеціальна | член Соціалістичної партії України            | пенсіонер                                                      |
| Самовисування                                           |                               |                       |                    |                                               |                                                                |
| 2                                                       | Кірев Василь Георгійович      | 03.11.2010            | середня спеціальна | позапартійний                                 | СГВК «Победа», виконроб                                        |